# Mira Grelichowska
Mira Grelichowska (ur. 10 marca 1910 w Warszawie, zm. 24 listopada 1988 w Chyliczkach) – polska aktorka, artystka estradowa i piosenkarka.

## Życiorys
Należała do zespołu Wesołej Lwowskiej Fali, najpopularniejszej audycji radiowej w II RP. Po wybuchu II wojny światowej artystka dołączyła w Rumunii do zespołu Lwowskiej Fali, z którym przebyła cały szlak wojenny.
Była żoną aktora Kazimierza Wajdy. Ślub odbył się w 1947 roku w Londynie. W tym samym roku razem z mężem powróciła do kraju. W okresie powojennym była między innymi organizatorką i wykonawczynią programów estradowych dla dzieci w Warszawie.